# Jeisson Palacios
Jeisson Andrés Palacios Palacios (n. Medellín, Colombia, 17 de septiembre de 1989) es un futbolista colombiano. Actualmente está sin equipo.

## Clubes
| Club                  | País       | Año         |
| --------------------- | ---------- | ----------- |
| Real Santander        | Colombia   | 2011 - 2012 |
| Fortaleza CEIF        | Colombia   | 2012 - 2013 |
| UCR FC                | Costa Rica | 2015 - 2016 |
| La Chorrera           | Panamá     | 2017 - 2018 |
| Estudiantes de Mérida | Venezuela  | 2018        |
| Universitario         | Panamá     | 2019        |
| Honduras Progreso     | Honduras   | 2020        |